# Сан Винченцо (Авелино)
Сан Винченцо је насеље у Италији у округу Авелино, региону Кампанија.
Према процени из 2011. у насељу је живело 127 становника. Насеље се налази на надморској висини од 391 м.